# Хорватська партія пенсіонерів
Хорватська партія пенсіонерів, ХПП (хорв. Hrvatska stranka umirovljenika, HSU) — хорватська центристська політична партія, діяльність якої спрямована на захист інтересів хорватських пенсіонерів. Її офіційні барви — блакитна, червона і біла. Партію нині очолює Сілвано Хреля.
Коли партію було утворено, мало хто сприйняв це всерйоз, а багато коментаторів припускали, що кінцевою метою ХПП було відібрати голоси пенсіонерів в оновленої СДП і тим самим допомогти правлячій ХДС залишитися при владі. Проте партія поступово вибудувала свою організаційну структуру по всій країні і повільно нарощувала свою популярність у зв'язку з тим, що і ХДС, і ліво-центристський кабінет Івіци Рачана відмовився виконувати вирок Конституційного суду, яким уряд зобов'язувався виплатити пенсії, у виплаті яких було відмовлено на початку 1990-х.
На хорватських парламентських виборах 2003 року партія здобула 4,0 % голосів виборців і 3 зі 151 місця, тим самим вперше потрапивши у парламент. Це було найбільшим сюрпризом виборів з уваги на дуже мале використання реклами та агітації для просування партії. У 3 виборчих округах вона одержала більш ніж 5 % голосів, а в 4 — від 4 % до 5 % голосів.
Після виборів ХПП погодилася підтримати Іво Санадера як нового прем'єр-міністра і забезпечила необхідну кількість голосів для ХДС та її союзників, щоб сформувати більшість у хорватському парламенті. Ця фактична коаліція залишалася в силі, попри те, що ХПП підтримала Стіпе Месича проти кандидата від ХДС Ядранки Косор на президентських виборах у 2005 році. Уряд ХДС розробив схему погашення давньої заборгованості з пенсій.
ХПП завоювала сумну славу після місцевих і регіональних виборів у травні 2005 року, коли багато її членів було обрано за ліво-центристськими виборчими списками лише для того, щоб підтримувати ХДС і праві партії під час формування коаліційних урядів.
На хорватських парламентських виборах 2007 р. партія здобула 101 091 голос або 4,1 % голосів, але цього разу «виборча математика» (метод д'Ондта) дозволила їм отримати тільки одного представника у парламенті, Сілвано Хреля. ХПП продовжувала підтримувати уряд Іво Санадера, який у свою чергу продовжував проводити пенсійну політику, що узгоджувалася з баченням ХПП.
Нове істотне пенсійне питання виникло, коли ті, хто нещодавно вийшов на пенсію, почали отримувати пенсії, розраховані Міністерством фінансів за новоприйнятою формулою (іменованою в місцевих засобах масової інформації «швейцарською формулою»). ХПП наполягала, щоб ці нові пенсії було перераховано так, щоб вирівняти їх із давнішими.
У 2009 році економічна криза призвела до того, що уряд Ядранки Косор розпочав переговори про додаткове кризове оподаткування, і після сварки з міністром фінансів Іваном Шукером ХПП відкликала свою підтримку цьому уряду.